# Deborah Grant
Deborah Grant (nascida a 22 de fevereiro de 1947) é uma actriz inglesa.
Formou-se na Central School of Speech and Drama e actuou no Bristol Old Vic e no West End em Londres. Teve uma carreira de sucesso na televisão britânica.
Casou-se duas vezes, uma delas com o actor Jeremy Child de quem tem uma filha.